# اعتبار (فیلم ۱۹۸۵)
اعتبار (به هندی: Aitbaar) فیلمی محصول سال ۱۹۸۵ و به کارگردانی موکول اس. آناند است. در این فیلم بازیگرانی همچون راج بابار، دیمپل کاپادیا، سورش اوبروی، دنی دنزونگپا، شارات ساکسنا و انوپم کهیر ایفای نقش کرده‌اند.